# Самсоновское сельское поселение (Омская область)
Самсоновское се́льское поселе́ние — муниципальное образование в Тарском районе Омской области Российской Федерации.
Административный центр — село Самсоново.

## История
Статус и границы сельского поселения установлены Законом Омской области от 30 июля 2004 года № 548-ОЗ «О границах и статусе муниципальных образований Омской области»

## Население
| 2010  | 2011  | 2012  | 2013  | 2014  | 2015  | 2016  |
| ----- | ----- | ----- | ----- | ----- | ----- | ----- |
| 1274  | ↘1270 | ↘1220 | ↘1162 | ↘1138 | ↘1090 | ↘1076 |
| 2017  | 2018  | 2019  | 2020  | 2021  | 2023  |       |
| ↘1034 | ↘989  | ↘956  | ↘906  | ↘581  | ↘530  |       |

## Состав сельского поселения
| № | Населённый пункт  | Тип населённого пункта       | Население |
| - | ----------------- | ---------------------------- | --------- |
| 1 | Ишеево            | деревня                      | ↘146      |
| 2 | Крапивка          | деревня                      | ↘172      |
| 3 | Нерпинский Кордон | деревня                      | ↘35       |
| 4 | Самсоново         | село, административный центр | ↗440      |
| 5 | Сеитово           | деревня                      | ↘208      |
| 6 | Сибиляково        | деревня                      | ↘148      |
| 7 | Тимшиняково       | деревня                      | ↘125      |